# Meredo
Meredo es una parroquia del concejo asturiano de Vegadeo en el Principado de Asturias (España). Es la más oriental del concejo y también la mayor, con una extensión de 27,87 km². Comprende la mayor parte del valle alto del río Suarón y de su afluente el Lormes. El templo parroquial está dedicado a Santa Marina. En la parroquia viven 206 personas (INE, 2014).
En el año 1026, el Conde Piniolus Xemeni y su esposa la comitissa Ildoncia Munionis (fundadores del monasterio de Corias), adquieren la propiedad de la mitad de la Ueiga de Meredo, situada entre los ríos Puronia y Suarone(Fol 54r Libro Registro de Corias).

## Aldeas
- Bustelo
- La Ferrería (A Ferrería en eonaviego)
- Meredo
- Molejón (Molexón)
- Nafarea (Nafaría)
- Penzol
- La Quintana (A Quintá)
- Vinjoy (Vinxói)
- Jaraz (Xaraz)

## Lugares de interés
Mazo de Meredo: Herrería hidráulica del siglo XVII, recientemente restaurado.